# Зарубинці (Уманський район)
Зару́бинці — село в Україні, у Монастирищенській міській громаді Уманського району Черкаської області. Розташоване у гирлі річки Шарка (притока Гірського Тікичу) за 21 км на північний схід від міста Монастирище. Населення становить 405 осіб.

## Історія
Назва Зарубинців згадується в польських відомостях (інвентарях) 1664 року, у яких підкреслено, що вони тоді належали польському магнату Костянтину Вишневецькому і платили подимний податок з кожної оселі. В цих же хроніках згадується боротьба за землі, розташовані по Гірському Тікичу, зокрема навколо Цибулева на початку 1600-х років. Тоді частину цих земель відсудила для себе родина, напевно, цих самих Вишневецьких. Якщо так, то в ті часи і потрапили зарубинецькі землі до цього впливового в Польщі магната.
Треба мати на увазі також те, що саме в цей час йшла запекла боротьба за т. з. уманські «пустки» вздовж річки між брацлавськими володарями Калиновськими та білоцерківськими Конецьпольськими.
Захопивши ці землі, їх володарі будували укріплення, влаштовували вали (заруби), рили рови, а заможніші — ставили замки. Якщо поглянемо на карту Боплана (1620—1630 рр.), то побачимо на місці Зюбрихи замковище Зубрик, поряд — Конелу, Соколівку, Цибулів, Бузівку, Зелене. Однак ні Острожан, ні Зарубинців на ній ще немає. Зрозуміло, що з'являться вони пізніше: Острожани—там, де знаходився острог (охорона замку), Зарубинці — там, де знаходилися заруби (лісові завали) між володіннями названих магнатів. Назва Зарубинців якраз і відбиває цей процес. Похилевич у 1860-х роках писав, що і тоді Зарубинці знаходилися на кордоні між Уманським, Таращанським та Липовецьким повітами.
Виходить — якщо Зубрик (на карті — Зобрик) заснував Зюбриху на зламі 1600 років, то його укріплення з'являться дещо пізніше, а отже, і поселення Острожани та Зарубинці. Тому часом заснування Зарубинців треба вважати 1620—1630 роки.
В часи перебування в краї Похилевича Шарнополя як окремого поселення ще не існувало. Це була лише друга назва Зарубинців. Ось як пише про Зарубинці Похилевич:
 Зарубенцы село, иначе называется Шарныполем, при реке Горском Тикече, в 5-ти верстах ниже села Ивахнов. Жителей обоего пола 1250. Река Тикич, в этом месте отделяющая Липовецкий уезд от Таращанского, вероятно и в давнее время служила рубежом каких-либо владений (Тетиевщины и Уманщины). На что намекает название села. На полях находится несколько древних могил.
Церковь Параскевская, 5-го класса; земли имеет 37 десятин; построена 1742 года.
Із Кодненських судових книг дізнаємося, що жителі Зарубинців брали активну участь у гайдамацькому повстанні 1768 року. Сотник Яким Зарудний (він із Зарубинців) з козаками вчинили розправу над католиками містечка Конели, де існував костьол. Він разом з осавулом Іваном Гуцалом (родом із Шарнополя) та козаком Кирилом Романюком виловили і вбили 22 шляхтичі та їх ксьондза. Сам сотник розправився навіть з батьками, зятем та дітьми останнього, які ополячилися. Дослідник Я. Шульгін пише, що активну участь у розправі брав також Грицько Швець — житель Шарнололя. Переляканим панам сказав: «Досить вам тут уже панувати…» (Із «Начерку Коліївщини»). Коли отаман Паралюш, перебуваючи в Княжій Криниці, одержав звістку, що гайдамаки в Зарубинцях пограбували церкву, він негайно направив туди Гната Щербину. Посланця схопили і відправили в Житники. «Сьому Щербині, —пише автор,— стято голову». Стято голови і іншим гайдамакам, а Кирила Романюка четвертували за видачу ксьондза, управителя, його писаря та слуги.
В 1793 році Зарубинці разом з Правобережжям відійшли від Польщі до Росії, стали складовою частиною Цибулівської волості Липовецького повіту Київської губернії.
Визвольні війни проти поляків розпочалися у 1640-х роках і тривали до 1657 року. Опустіли маєтки і землі: пани повтікали, козаки і частина селян пішли після поразки на Слобожанщину. Лише на початку 1700-х років сюди повертаються колишні власники. Нагадаємо, що цибулівські землі перед Визвольною війною були передані дружині Флорія Потоцького. Тепер вони стали власністю родини Рогозинських як спадкоємців цієї пані. Так землі (а з ними й селяни) Цибулева, Зарубинців, Зюбрихи, Княжиків, правого берега Івахнів опинилися у власності цих магнатів.
На початку 1860-х років Л. Похилевич занотував, що Зарубинці-Шарнопіль належали Іполиту Рогозинському — володарю Цибулівського маєтку. Тоді тут було до 200 дворів, проживало 1250 жителів, які обробляли 1945 десятин панської землі. Вся земля до 1861 року належала Рогозинському. Однак вона розподілялася між селянами залежно від кількості тягла. У кого було 2 і більше волів, міг мати одну волоку (21 десятину), у кого 1 віл — половину волоки, інші, яких називали городниками, одержували від пана по 3 морги (2,1 десятини). Церква утримувала 37 десятин. За користування землею селяни-кріпаки платили пану натуральний оброк та грошовий чинш за утримання худоби, відробляли згінні дні на збиранні сіна, будівництві гребель, доріг, заготівлі дров тощо.
Відміну кріпосного права і земельну реформу 1861—1863 рр. здійснював сам поміщик з представниками влади. Тоді він передав у власність селян близько 730 десятин землі з розрахунку 2,07 дес. на ревізьку душу з урахуванням наявності тягла. Повні наділи одержували тяглові двори, городники, звичайно, отримували менші наділи — не більше 3-х моргів.
За передані у власність наділи селяни повинні були внести в державну казну 1 крб. 90 коп. золотом за кожну десятину плюс 6% річних за наданий кредит. Оскільки у селян золота не було, поміщику 80% вартості переданої землі оплатила державна казна, а селяни протягом 49 років рівними долями повинні були повертати цю вартість. За інші 20% вартості селянам за Уставною грамотою дозволялось оплатити або грішми, або відробітками на панській землі за взаємною згодою.
Таким чином зарубинецькі селяни після 1861 року стали вільними громадянами і господарями, юридично незалежними від свого пана. Як і скрізь, польові наділи селян розміщувалися в трьох масивах: існувала трипільна сівозміна.
До 1900 року економічна обстановка в селі дещо змінилася. Змінилися і господарі села. Дворів стало 236, жителів — 1234 (було 1250). Землі: у поміщиці Анни Рогозинської— 1197, у селян — 714, у церкви −34 десятини. Керував господарством поміщиці І. Л. Нетиска.
В який час Владислав Рогозинський передав Зарубинці своїй дочці Анні, не встановлено. Імовірно, ця подія відбулася між 1870—1890 роками, коли землі були передані як посаг. Поміщиця не мала тут маєтку. Резиденція керуючого знаходилася за річкою на узвишші південної сторони села (тепер тут лісосмуга). Церква знаходилася за річкою у центрі села на вигоні (тепер колишня Березина), біля неї-будинок священика, школа грамоти. Село мало тоді водяний млин, 3 вітряки, 4 кузні. До 1909 року тут існувала однокласна школа грамоти, потім збудували трикласну.
Під час революції 1905—1907 років селяни підтримували страйки працівниць бурякових плантацій весною 1907 року. В роки столипінських реформ на хутори з общини вийшли родини Адама Ткачука, двох братів Степана та Петра Шепелюків, які осіли під Скоморохою на березі Гірського Тікича.
Перед Першою світовою війною землекористування селян різко змінилося. Ось статистичні дані того часу. Селянських господарств зареєстровано 251, землі у селян — 783 дес. (було 714). Дворів, які залишилися без землі — 53, дворів малоземельних (1-3 десятини) — 123, середняків (4-9 дес.)-51 двір, заможних (до 10 дес.)-6, багатих  — 14, у яких було 222 дес. землі (в середньому по 15-16 дес. на двір). Це родини Гутів, Білозірів, Приємших та інших.
Село на 251 двір тримало 219 коней, 8 волів, 220 корів. Без будь-якої худоби жили 45 родин.
Отже, у Зарубинцях 71 двір жив добре, 123 — стали малоземельними бідняками, 53 — жили за рахунок наймитування та випадкових заробітків. Тому в пошуках кращої долі окремі селяни в 1908—1912 роках виїхали до Канади. Зокрема й Амбросій Король, у родині якого було 9 дітей, також виїхав на заробітки. Він три рази повертався в Зарубинці. П'ятеро дітей за цей час померло. В останній приїзд забрав старшого сина Івана у 1913 році, а в 1924 році викликав туди 13-річного Михайла. Брати Іван та Михайло стануть в Канаді авторитетними робітниками, потраплять до керівництва профспілок, української громади, борців за мир, стануть відомими в Америці та Європі людьми.
В селі в той час працював учителем Іван Кутинський, який одночасно був художником-іконописцем. Звідси родом Михайло та Віра Кутинські, імена яких також стануть відомі українській громаді. Михайло в засланні створить Некрополь видатних людей України, Віра обере шлях художниці.
Сільська управа підпорядковувалася Цибулівській волосній управі. На чолі села стояв староста, писар та збирач податків. Всі справи вирішувалися на сільських сходах, спірні — цибулівським волосним судом та мировим посередником.
Тут побували і більшовики, і німці, і денікінці, були мітинги на підтримку Центральної Ради. Коли восени 1918 року почалося повстання проти німців, то в ньому брав участь місцевий житель М. Осипенко, який тоді перебував на Звенигородщині.

Восени 1921 року, коли у волості запровадили НЕП (нову економічну політику, за якою продрозкладка скасовувалася, замість неї ввели продподаток, дозволяли оренду земель, приватну торгівлю тощо) — керівництво села розпочало остаточний розподіл земель, здійснювало збір тепер уже продподатку і знову розподіляло 15% його кількості між родинами бідняків.
Відповідно до закону, влада дозволяла мати один гектар землі на одного їдця. На 1370 мешканців села потрібно було додатково наміряти 587 гектарів, бо селяни мали старі наділи, як уже згадувалося, 783 десятини. Решту 575 поміщицьких десятин, імовірно, віддали під радгосп в Іванчику. У зв'язку з розподілом землі з'явилися десятки нових родин, яким нарізали по 0,45 га присадибних ділянок в межах села, решту — в польових клинах (двох чи трьох). Тепер до Огрудка, Задвір'я, Березини, Курячого броду та П'ятихаток додалися з 1924 року так звані Садиби — новий сільський мікрорайон, який межував з вигоном, де стояли церква, попівський будинок та школа, розтягнувся він понад річкою до Зюбрихи.
Після запровадження НЕПу більша частина села стала середняцкою, заможнішою. Якщо до революції тут офіційно було 14 «куркулів», то тепер їх стало більше. В окремих дворах з'явилися керати, молотарки, соломорізки, кінні сівники, нові плуги та вози, коні. Під час колективізації таких родин нараховували аж 24. Серед них старі родини Гутів, Приємшів, Білозірів, Кузьменків, Фуковських, Королів, Стадників, Луценків, Паламарчуків, Стасюків, баби Трифонихи, Осипенків та інших. Тоді втекли з села кілька родин, зокрема родина Фуковських.
Важливими подіями у селі в 1920-х роках стали утворення кооперативних об'єднань: споживчого товариства, в 1926 році — бурякового. Після нової радянської адміністративної реформи 1923 року Зарубинці увійшли до складу Цибулівського району, а з 1928 року — до Монастирищенського.
ТСОЗІв у селі не було. В 1930 році провели колективізацію селянських дворів на основі ліквідації куркульських господарств. їх землі, будівлі, майно, худобу, транспорт стали колгоспною власністю. Частину власників відправили в табори. Коней розмістили в господарстві куркуля Гута, корів — у господарстві Приємших, контору колгоспу — в хаті Немировських.
В 1932 році утворили 6 бригад з постійним складом селян. Бригадирами призначили Андрія Паламарчука, Петра Бєлінського, Афона Кузьменка та інших. Ферми будуть створюватися пізніше, в 1934—1939 роках. Першим головою обрали Віктора Панасовича Кващука, потім — П'явку Макара Степановича, Михайла Білозіра. Їх закономірно репресують. Тому після 1937 року господарювали Йосип Любарський, Петро Янишевський, якого привезли з Коритні, перед початком війни — знову Любарський.

### Голодомор 1932—1933рр.
1930-ті роки потрясли Зарубинці. Крім крутого повороту від приватної власності до колективної, знищення високопродуктивних куркульських господарств, величезну шкоду приніс голодомор 1933 року та репресії 1937 року. Під час голодомору тут померло більше 300 чоловік. Зокрема вимерли родини Антона Хлипавки, Мелимуків, великі втрати понесли родини Федора Кузьменка, П'явок та ін.
За даними різних джерел у селі в 1932—1933 роках загинуло близько 300 осіб. На сьогодні встановлено імена 15. Мартиролог укладено на підставі свідчень очевидців Голодомору Андреєвої Павліни Мусіївни, Білоуса Павла Ониськовича Бліновської Олени Петрівни. Свідчення зберігаються в Державному архіві Черкаської області (ДАЧО, Р-5664, оп. 1, спр. 68).
- Белінська Ніна П., селянка, 1933 р., причина смерті не відома.
- Білоус Танас О., селянин, 1933 р., причина смерті не відома.
- Білоус Яків О., селянин, 1933 р., причина смерті не відома.
- Велетнюк Ксеня П., селянка, 1933 р., причина смерті не відома.
- Велетнюк П., селянин, 1933 р., причина смерті не відома.
- Гринюк Василь О., селянин, р., причина смерті не відома.
- Гринюк Вітя О., неповнолітня дитина, 1933 р., причина смерті не відома.
- Гринюк Леонід О., селянин, 1933 р., причина смерті не відома.
- Жук Ліза М., селянка, 1933 р., причина смерті не відома.
- Лех Яків А., селянин, 1933 р., причина смерті не відома.
- Стадник Марко М., селянин, 1933 р., причина смерті не відома.
- Стадник Тоня М., селянка, 1933 р., причина смерті не відома.
- Янкова Марфа Я., селянка, 1933 р., причина смерті не відома.
- Янкова Хаврона Я., селянка 1933 р., причина смерті не відома.
- Янковий Василь Я., селянин, 1933 р., причина смерті не відома.

І тут хоронили без супроводу, у загальну яму. Здорових селян, що ще працювали у колгоспі, підтримували обідами з баланди, яку готували на полі, видавали виключно за списками. Отже, не вийшов на роботу — помирай.
У Зарубинцях ще й була річка з рибою, жабами, осокою, яйцями. Тому в порівнянні з сусідніми селами процент померлих був менший. Для сиріт утворили патронати, де перебувало 70 дітей.

### Репресії 1937–1938рр.
Значний прошарок «ворогів народу» виявлено у Зарубинцях. Адже тут чимало проживало і працювало громадян польського походження.
Зарубинці в той час були поселенням з багатьма багатодітними родинами. Серед них існував чималий прошарок заможних селян. В 1931 році тут розкуркулили 18 родин. І ось тепер, в 1937–1938 роках, добивали його в пошуках «ворогів народу».
Знайшли 20. Першою жертвою став Кузьменко Федір Остапович. Він родом із Владиславчика, а був, як підкреслено в справі, на заробітках у місцевому колгоспі. Взяли його у серпні 1937 року, а Трійка НКВС Київської області засудила його на 8 років таборів.
В цьому селі була одна з найстаріших церков (1716 р.), пам'ятка архітектури (тепер вона знаходиться під Києвом у музеї). Був ще й священик Тихоневич Олександр Іванович. Його й репресували другим, але у вересні. 16 вересня Трійка УНКВС Київської області засудила його на 10 років таборів.
В жовтні заарештували Бегерського Миколу Хомича. Його забрали не як сільського шкідника, а як старшого кагатчика Цибулівського цукрозаводу. Там, за карними справами, уже діяла антирадянська «Польська Організація Військова». У заарештованого знаходилося «золоте дно» (жом і тоді мав неабияку ціну), а тому, звичайно, мав тісний зв'язок з обліково-бухгалтерськими працівниками (більшість із них уже була заарештована раніше). Отже, за вироком Комісії НКВС та Прокурора СРСР (засідала 29 жовтня) його розстріляно.
Карні органи виявили, що в Зарубинцях діяли не лише заводські та церковні злочинці, а й суто сільські. Тому в листопаді заарештували уже 8 осіб. Серед них голову сільської ради Кузьменка Володимира Матвійовича, голову колгоспу П'явку Марка Степановича. їх забрали разом, судила комісія НКВС та прокурора СРСР 17 листопада. Обох звинуватили у причетності до антирадянських організацій та колгоспному шкідництві. Обох і розстріляли.
Ось що було написано у карній справі Кузьменка В. М.: «Заарештований 30 жовтня 1937 року разом з 6 жителями сіл Цибулева, Коритні, Зарубинців, Івахнів. По постанові НКВС і прокурора СРСР від 17 листопада 1937 року розстріляний… як учасник контрреволюційної організації». Верховним Судом УРСР 19 лютого 1960 року повністю реабілітований, у тому числі і в партійному відношенні, посмертно.
Ідентичні звинувачення були висунуті і П'явці М. С.
Тоді ж репресували колгоспників Мелимука Луку Івановича, Плотніцького Юліана Гіляровича, Стадника Тодося Івановича, Хлипавку Луку Давидовича, Ямкового Германа Зіньковича. Чотирьох судила комісія НКВС та прокурора СРСР 10 листопада, Хлипавку — раніше, 5 листопада. Всіх розстріляли також.
Не пожаліли й 16-річного Гулікловського Михайла Калениковича. Він син Каленика Івановича, який працював вагарем на кагатному полі цукрозаводу. Був репресований. А тепер настала черга й сина. Він працював тут же, де й батько, на кагатному полі температурником. Батька розстріляли 5 листопада, сина «пошкодували» — засудили на 10 років таборів.
У грудні репресували ще 7 «ворогів народу»: колгоспників Ямкового Самуїла Ілліча, Лисака Прокопа Степановича, Мушту Степана Самійловича, Ляховського Степана Федоровича, Білозіра Прохора Яковича, Білозіра Михайла Гавриловича, Велетнюка Степана Антоновича. 2 грудня чотирьох засудили до розстрілу, трьох — 19 грудня. Не залишили село в спокої і в 1938 році. У березні схопили колгоспного будівельника Олійника Петра Степановича та рядового колгоспника Чипельського Петра Павловича. Судила їх Трійка НКВС Вінницької області 25 і 27 березня. Обох розстріляли.
Таким чином, із 20 осіб, репресованих у Зарубинцях, 17 розстріляли, 2-х засудили на 10 років, 1-го — до 8 років таборів. Це було третім ударом по селу після розкуркулення та голодомору. Якщо в середньому родина складалася із 5 осіб, то ярлик «ворогів народу» носило тут понад 100 жителів.

### Друга Світова війна
Війна 1939—1945 рр. для Зарубинців розпочалася з 25 червня 1941, коли після мітингу 12 підвід (по 12 чоловік мобілізованих на кожному возі) на початку липня виїхали в Монастирище до військкомату. А на початку липня до Дніпра селянські команди погнали худобу, механізатори — трактори та комбайни. Потім з'явилися в селі радянські солдати на повозках, а в кінці липня на автомобілях увірвалися німці. Вони вимагали молоко та яйця. Перелякані жінки несли те, що вимагали вороги. Незабаром тут сформували окупаційну владу. Її очолив спочатку староста Лавро Приємший, потім — Іпатій Білозір.
Керівником общинного господарства залишився Йосип Любарський (його, як голову колгоспу радянська влада тримала на броні), поліцаями призначили Петра Ємчика та Петра Стадника. Всі вони були підпорядковані цибулівському агрокоменданту. За роки окупації відбулося 7 наборів до Німеччини. Всього з села стали остарбайтерами 119 осіб, розстріляли одного мешканця, загинуло від бомб та снарядів 7. Тут діяли окремі підпільники, які входили до групи фініша (Шарнопіль) і які стали партизанами: Іван Мушта, Павло Шпирка, Йосип Любарський — голова общини.
В кінці 1943 року в село прибули загони німців, які порізали дерева, розтяти окремі приміщення й збудували траншеї та укріплення вздовж річки. Зайняли в них оборону 7 січня наступного року. Вигнали німецьких окупантів війська Червоної Армії, що наступали від Пугачівки. В кожному дворі розмістилося по 5-6 підвід з солдатами, які потім пішли на Княжики, Шарнопіль, Владиславчик. 19 січня село знову опинилося в руках ворогів. 16-річні хлопці, зокрема Віктор Бєлінський, Іван Дністрянський, Олександр Волянський, Григорій Вербовий, на другому березі річки цілий лютий допомагали солдатам довбати окопи та траншеї. І тільки 11 березня повернулися додому. Тут звозили і хоронили трупи, а потім брали участь у розмінуванні сіл і полів від Зарубинців і до Долинки. Під селом вели бої 64 танкова бригада, 240 стрілецька дивізія.
Остаточно Зарубинці визволені від нацистів 8 березня 1944 року воїнами 133 стрілецької дивізії.
Після перемоги над Німеччиною (травень 1945 р.) в село поверталися солдати. Однак не всі. 96 загинули чи пропали безвісти. Серед них 4 сини та 2 онуки Ємчиків Семена та Марії: Хома, Микола, Олександр, Марко, Григорій та Степан, а також брати Іван та Михайло Кузьменки, Степан та Павло Зинюки, Петро та Андрій Мушти, Андрій та Федот Макачки, Іван та Станіслав Дністрянські, Олексій та Іван Білозіри та інші. Ціла рота зарубинецьких захисників Вітчизни! Серед загиблих сільський коваль Матвій Немировський, шофер Іван Лех, полевод Іван Любарський, бригадир Андрій Паламарчук, сільський силач Павло Зинюк, господар зразкового двору та отари овець Тарас Швець. Загинули в Польщі — 5, в Угорщині — 6, у Чехословаччині — 3, по одному — в Росії, Білорусі, Румунії та Німеччині, в Україні — 6. Всього — 24. Невідомо де загинули 13, померли від ран — 2, пропали безвісти — 56. В селі залишились десятки вдів.
Тут народилися, виросли і стали відомими людьми учитель і одночасно іконописець Іван Кутинський, творець унікального видання «Некрополь видатних людей України» Михайло Кутинський, художник-декоратор і творець мультфільмів Віра Кутинська, родина Королів, яка виїхала до Канади ще до початку першої світової війни і стала там впливовою у профспілковому русі та в боротьбі за мир (Іван та Михайло), полковник Олександр Васильович Фуковський — Герой Радянського Союзу. 
На полях села археолог В. А. Стефанович зареєстрував три кургани (1963 р.), О. П. Діденко поблизу урочища Клин знайшла уламки глиняного посуду трипільської та черняхівської культур (1966 рік). Експонати свідчать про наявність тут поселень 4-6 тисяч років тому.

## Відомі люди
- Фуковський Олександр Васильович (1 жовтня 1920 — 2 травня 1997 рр.) — Герой Радянського Союзу
- Іван Кутинський — іконописець
- Михайло Кутинський — творець унікального видання «Некрополь видатних людей України»
- Віра Іванівна Кутинська (1897—1981 рр.) — художник-декоратор і творець мультфільмів
- Іван та Михайло Королі — виїхали до Канади ще до початку Першої світової війни і стали там впливовими у профспілковому русі та в боротьбі за мир.

## Галерея

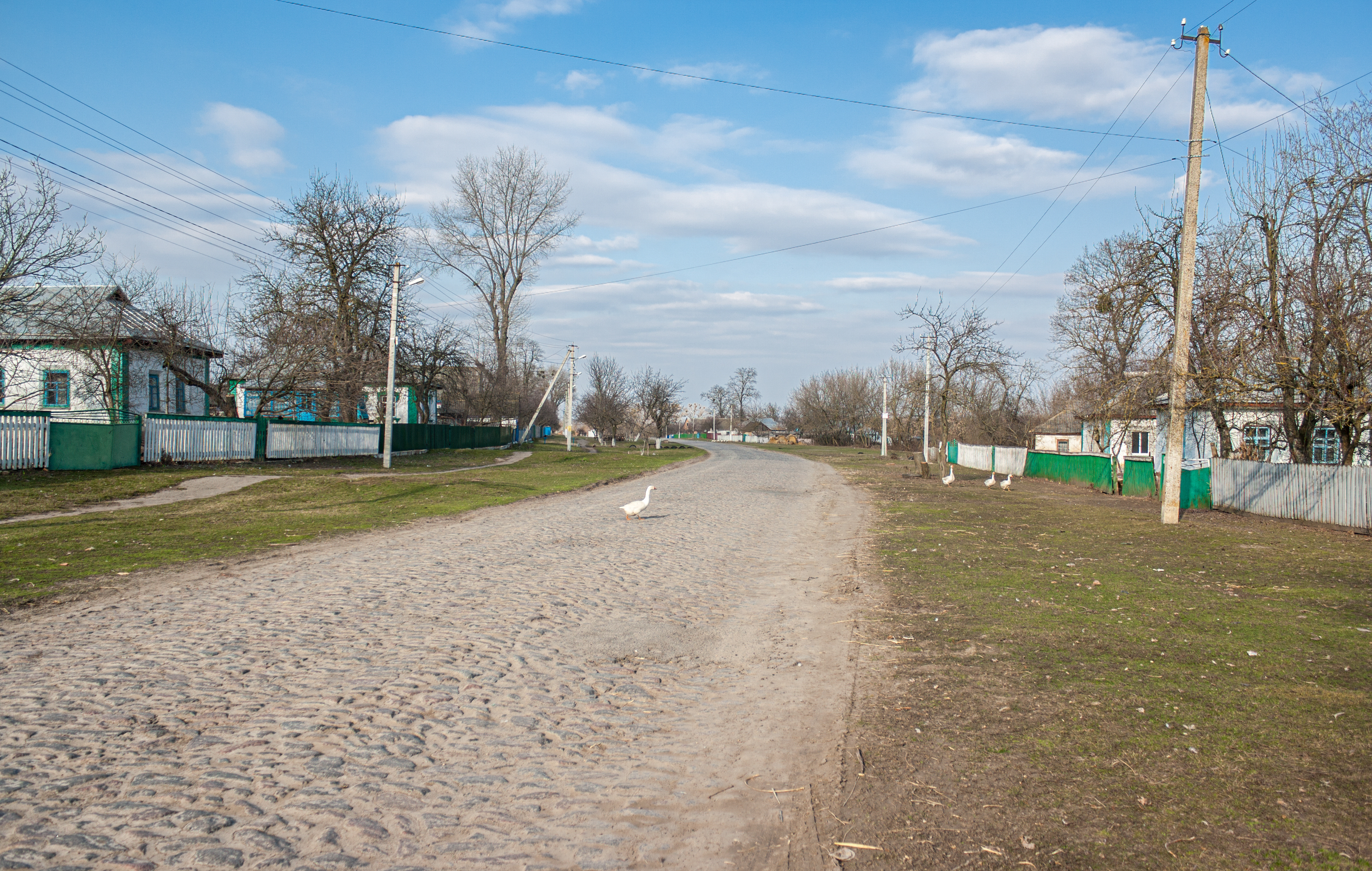
Вулиця Центральна
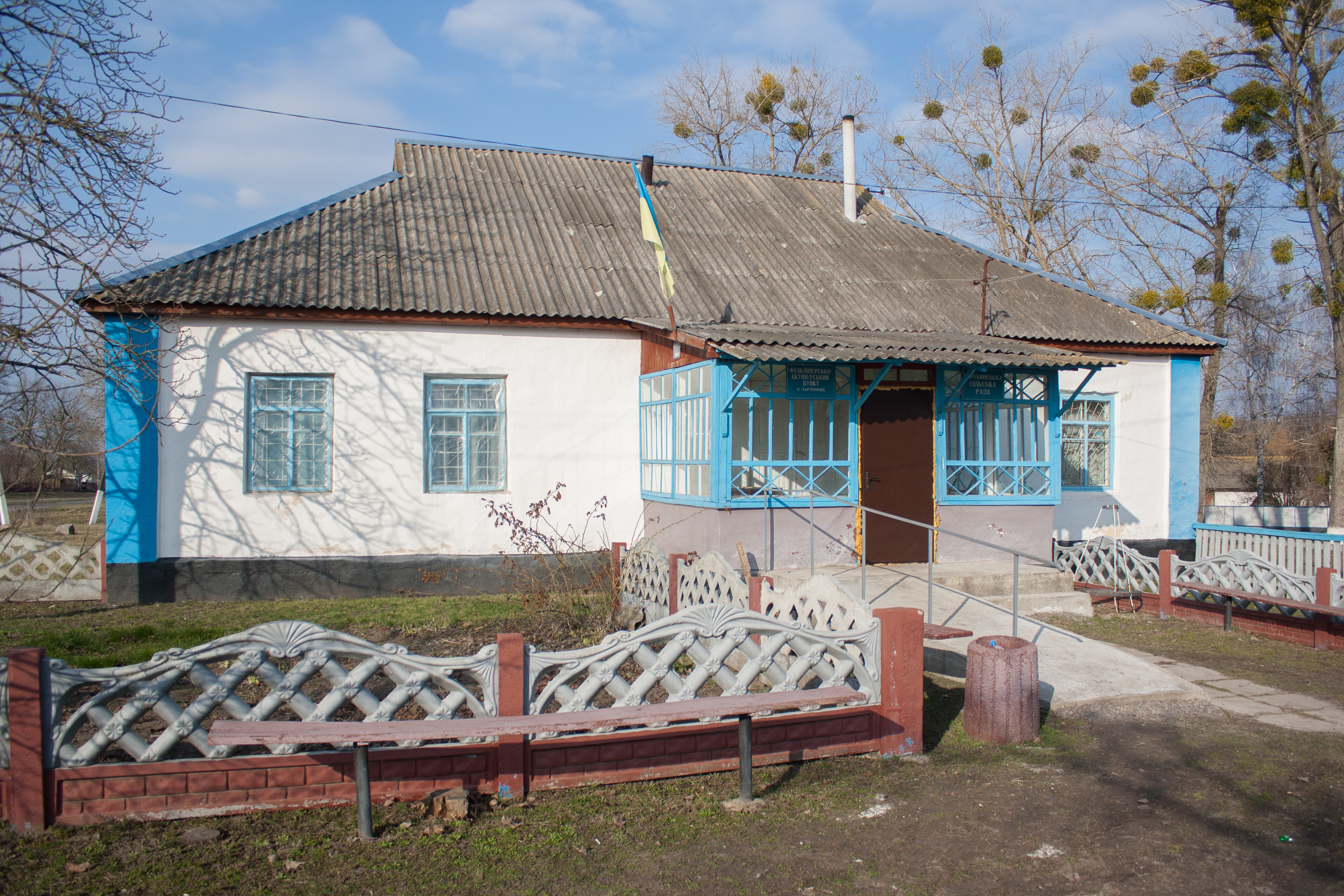
Сільська рада і ФАП
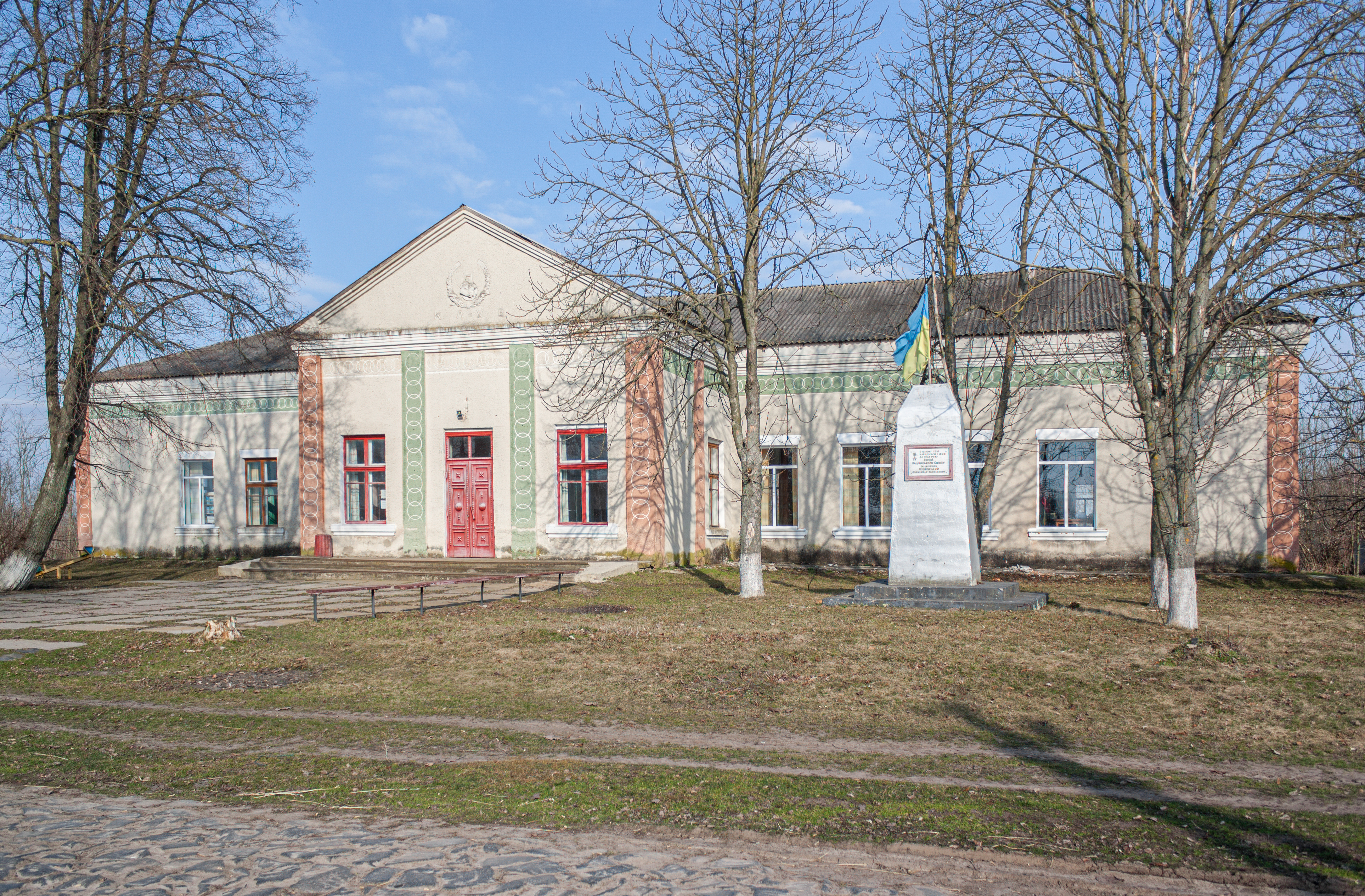
Будинок культури
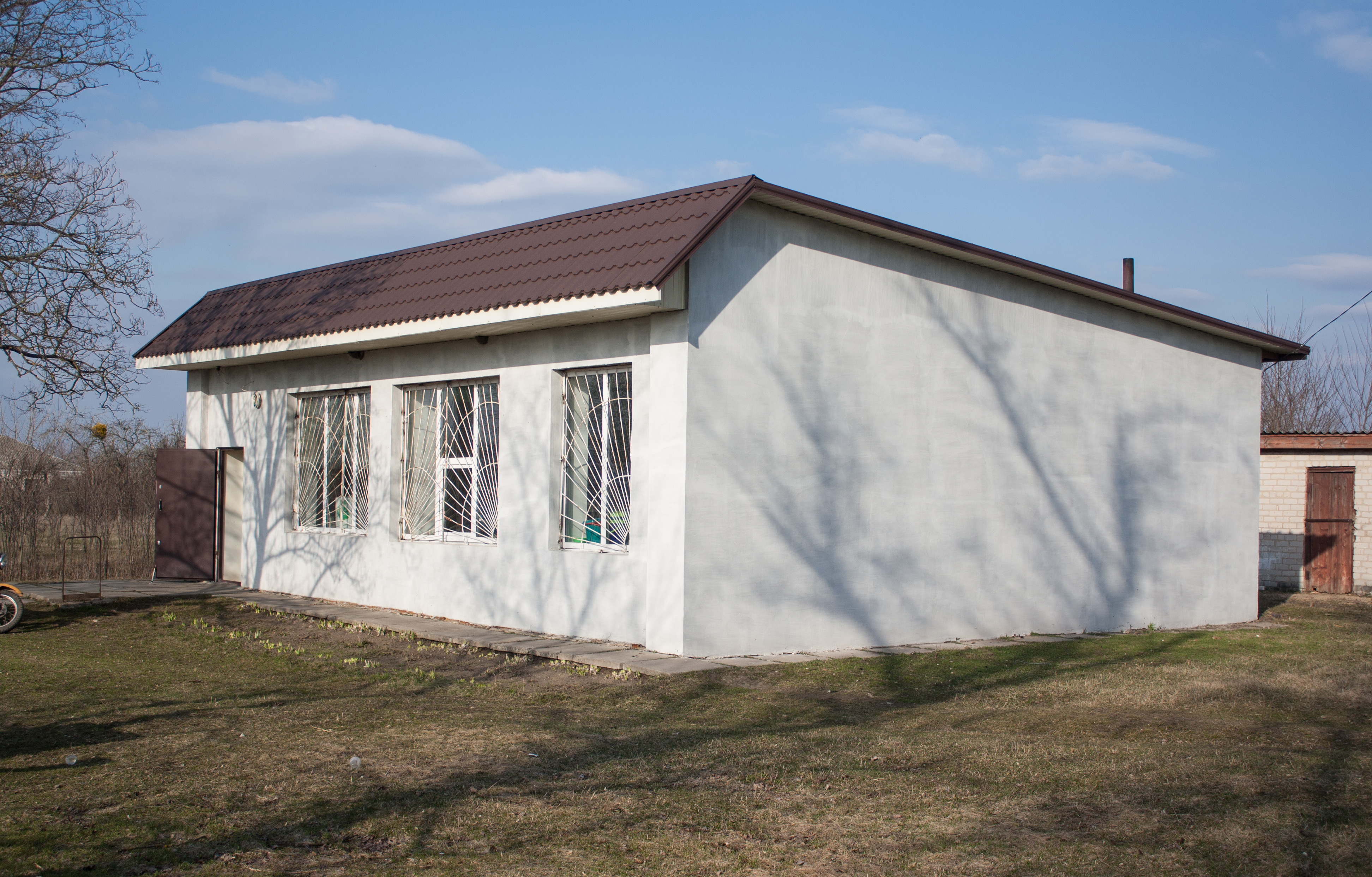
Магазин
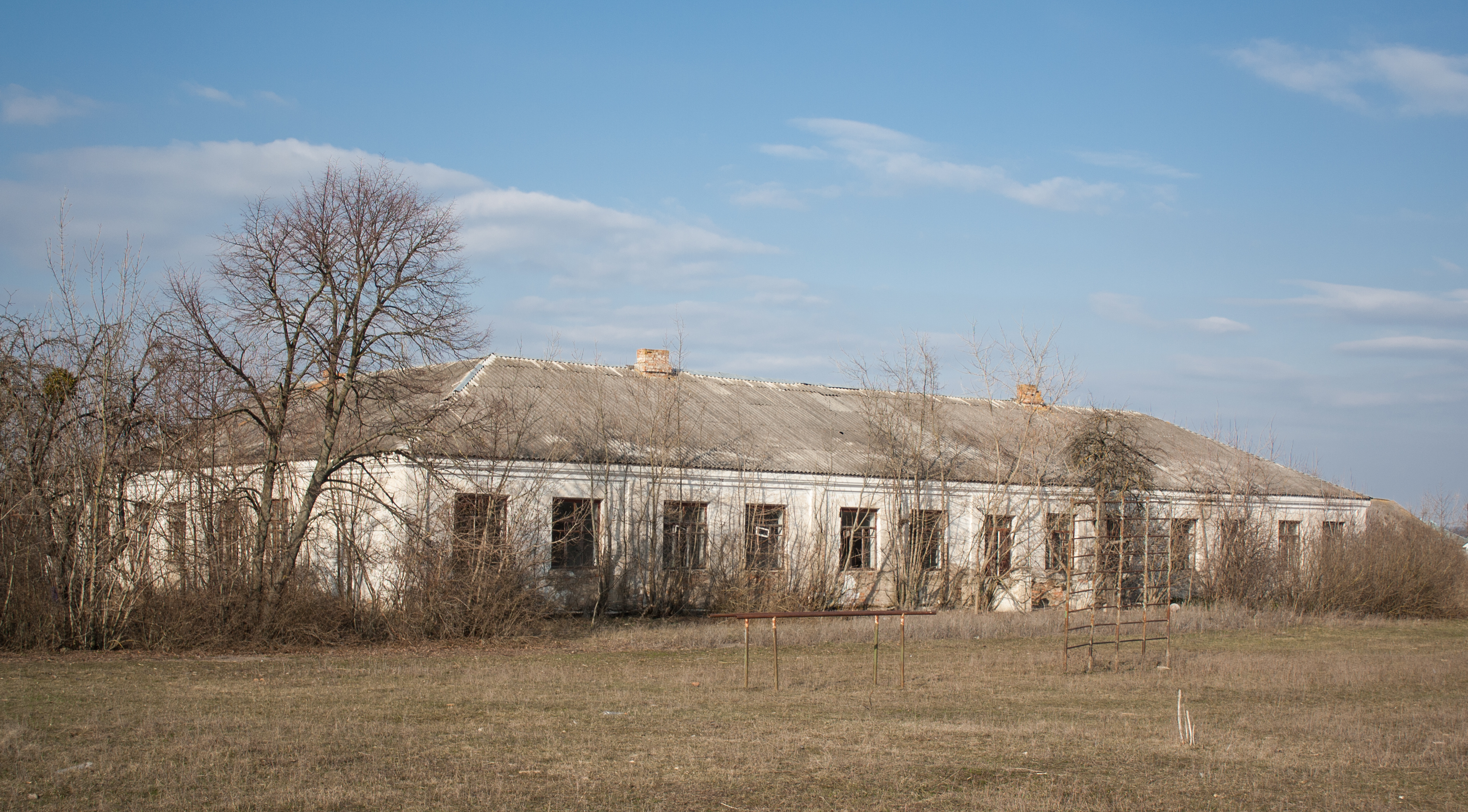
Колишня школа
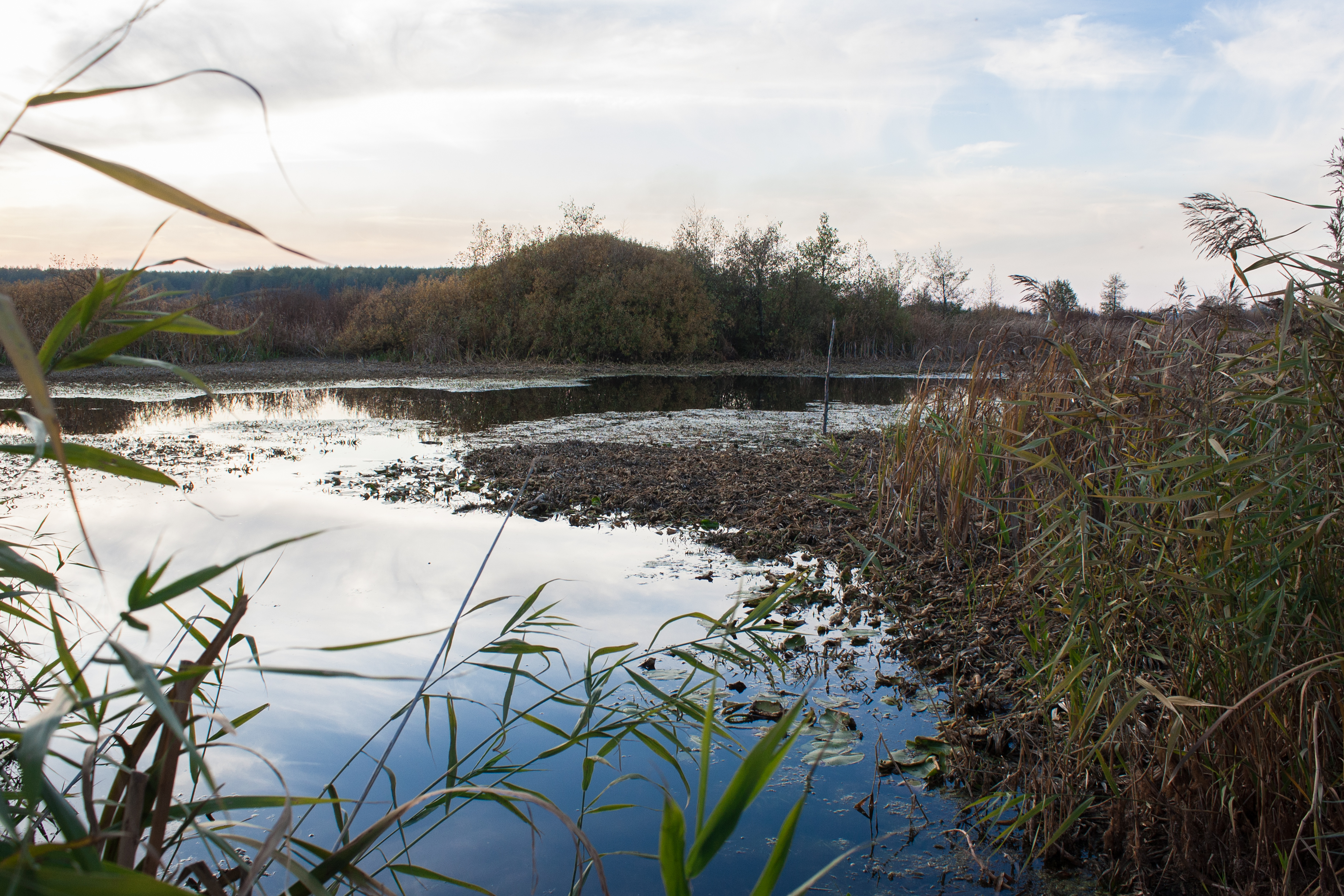
Річка Гірський Тікич
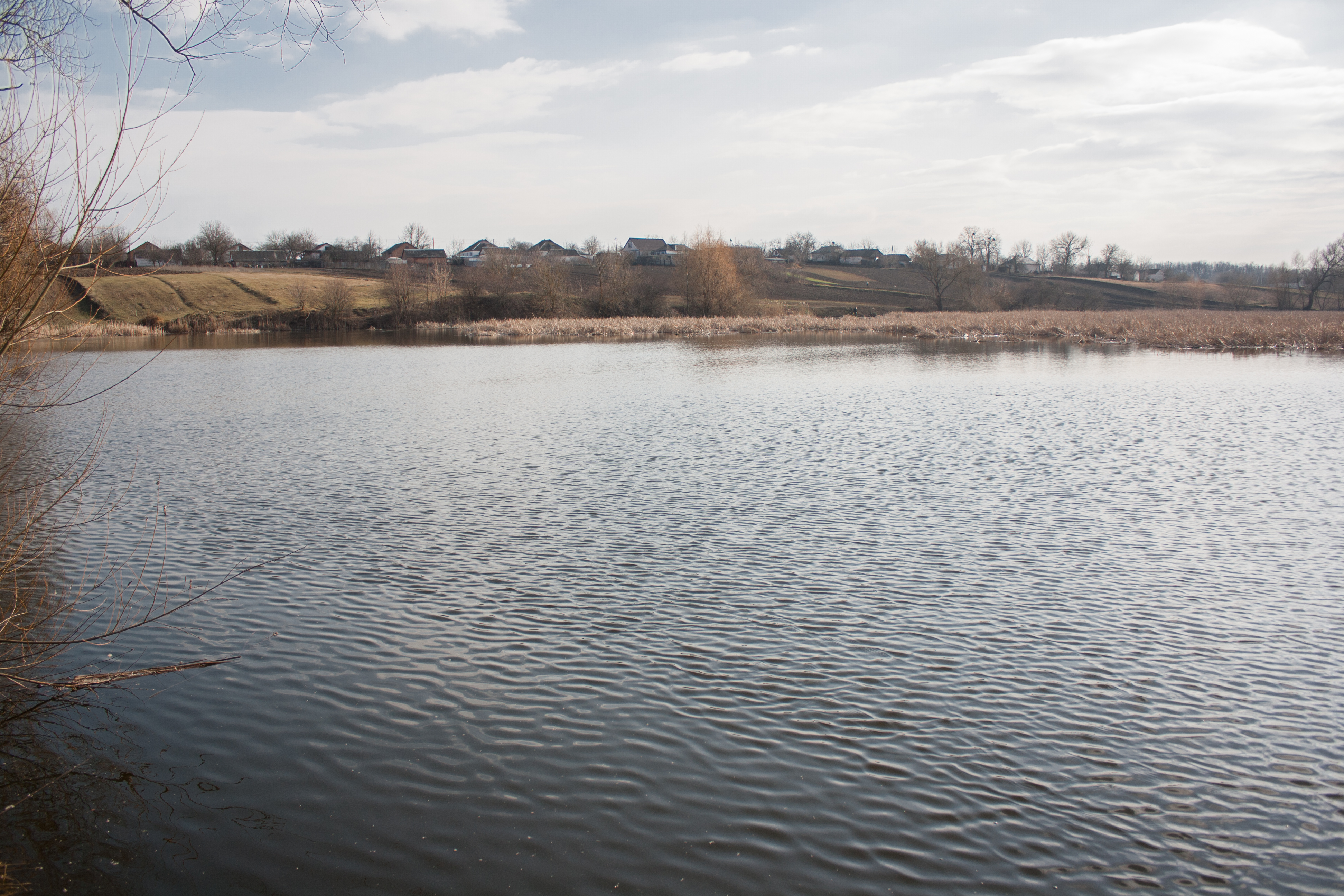
Ставок на річці Шарка
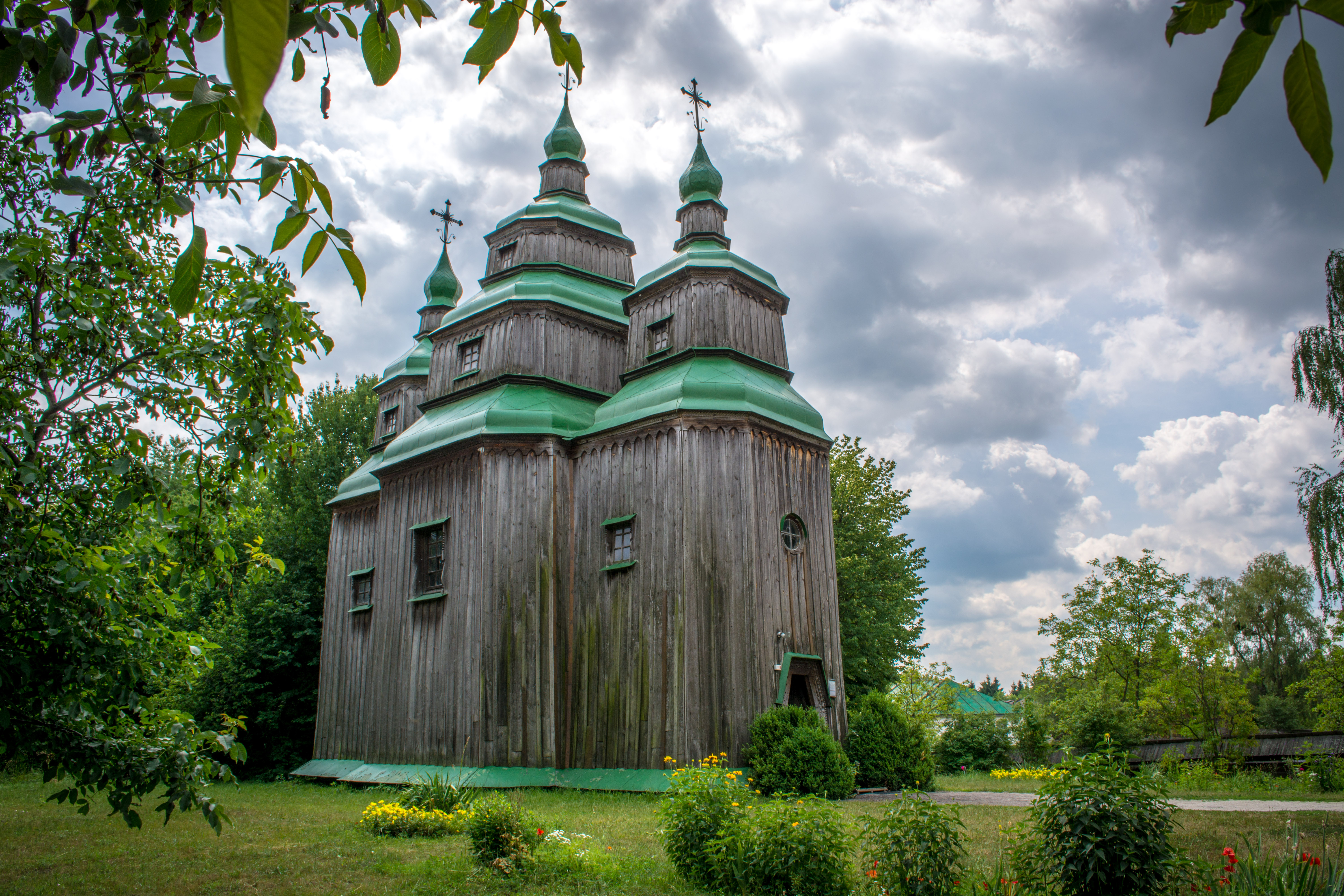
Церква з села Зарубинці в Національному музеї народної архітектури і побуту України
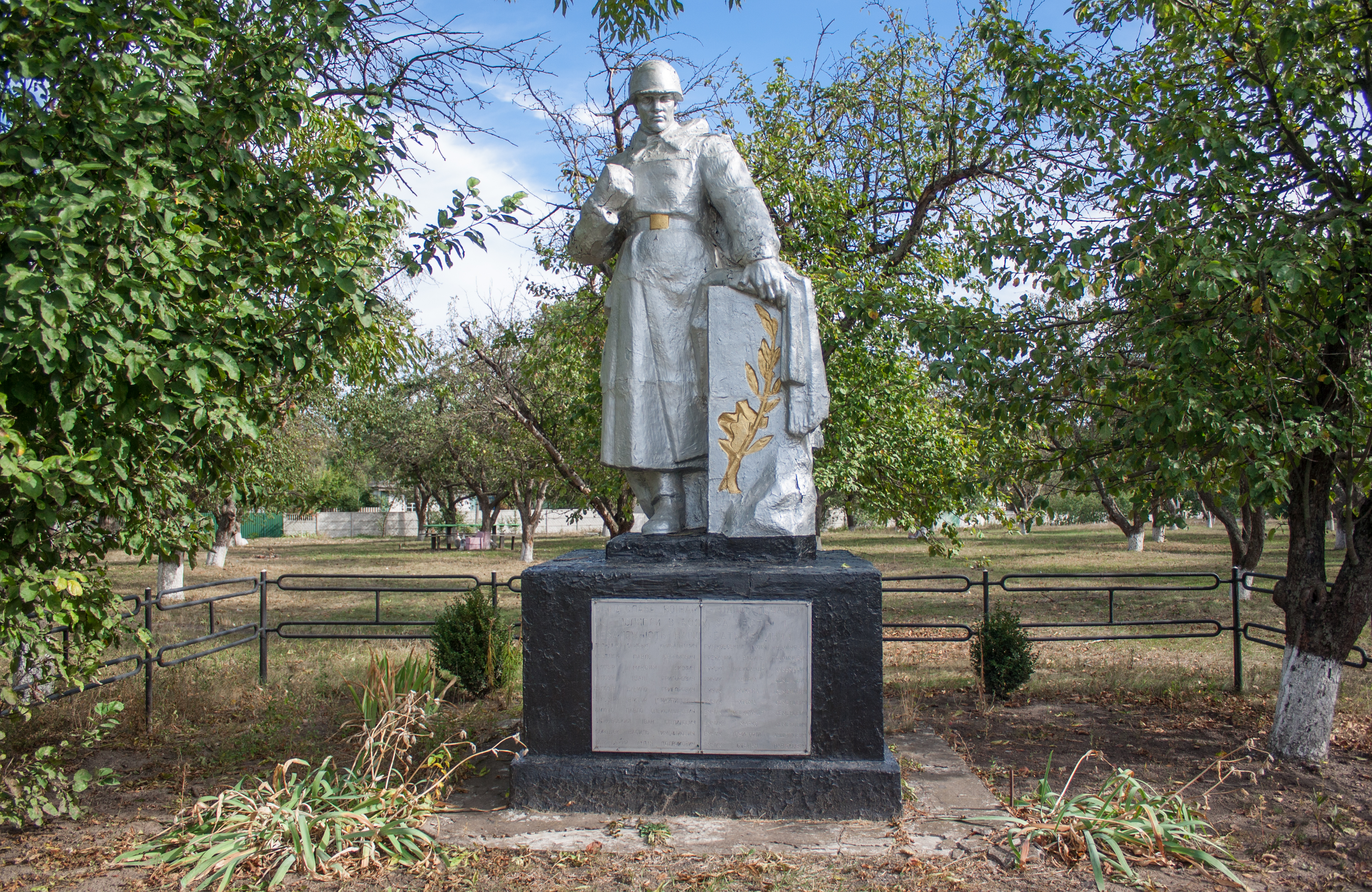
Пам'ятник воїнам-односельцям
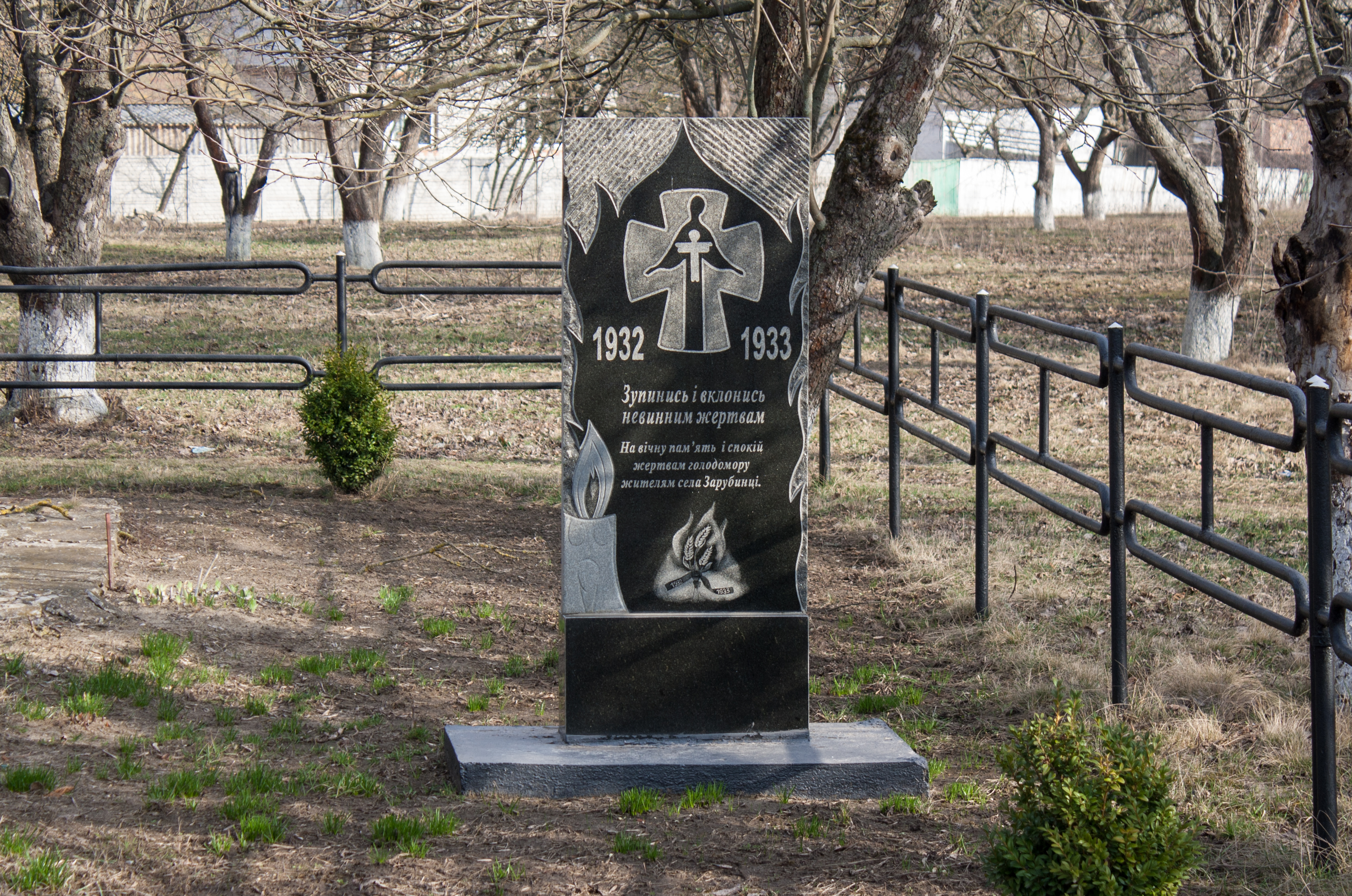
Пам'ятний знак жертвам Голодомору